# Lasiocercis vadoni
Lasiocercis vadoni är en skalbaggsart som beskrevs av Stefan von Breuning 1957. Lasiocercis vadoni ingår i släktet Lasiocercis och familjen långhorningar.
Artens utbredningsområde är Madagaskar. Inga underarter finns listade i Catalogue of Life.